# 耶萊尼亞古拉車站

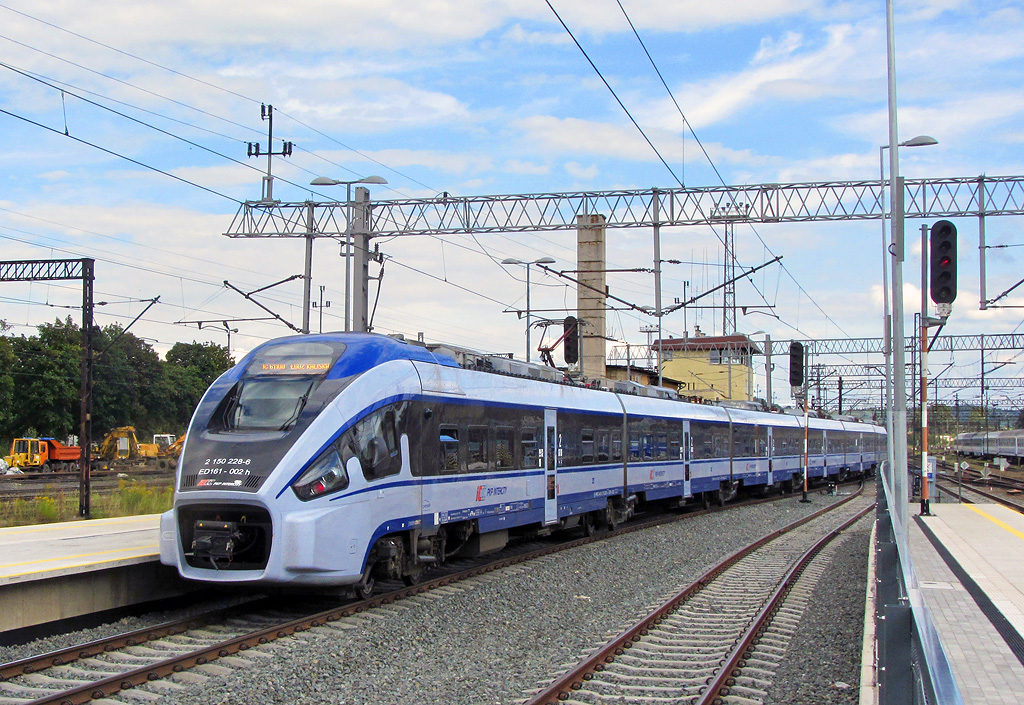
車站月台

耶萊尼亞古拉車站（波蘭語：Stacja Jelenia Góra）是波蘭下西里西亞省城鎮耶萊尼亞古拉的一座鐵路車站。車站啟用於1866年，當時耶萊尼亞古拉仍屬德國，名為希爾施貝格（德語：Hirschberg）。車站於1902年至1910年進行了現代化改造，直到2015年至2017年重建。